# Pichirropulli
Pichi-Ropulli es una localidad de la región de Los Ríos perteneciente a la comuna de Paillaco. Tiene una población de 396 habitantes.

## Descripción
La localidad de Pichi-Ropulli está ubicada a 10 kilómetros al sur de la ciudad de Paillaco, a un costado de la Ruta 5 Sur en la región de Los Ríos. Tuvo gran importancia en la conformación del ferrocarril Longitudinal Sur, en el tramo Valdivia - Victoria - Osorno que inició su construcción en 1888. La construcción del ferrocarril se dividió en dos grandes secciones: Desde la Estación Valdivia hasta la Estación Pichi-Ropulli, y desde esta última hasta la Estación Osorno. Los trabajos se lograrían entregar en 1897.

## Demografía
La localidad, según el censo de 2017, posee una población de 700 habitantes, de los cuales 344 son hombres y 356 son mujeres. Para 2005 la población total era de 728 habitantes.